# Артър Джонсън
Артър Джонсън (на английски: Arthur Johnson, роден 1879 г. в Англия) е футболен треньор. Той е първият треньор на Реал Мадрид и е на тази длъжност в периода 1910 – 1920 г.